# NGC 904
NGC 904 este o galaxie eliptică situată în constelația Berbecul. A fost descoperită în 13 decembrie 1884 de către Édouard Stephan⁠(d). Se află la o distanță de 72,02 de megaparseci de Pământ.